# Doctor Nerve
Doctor Nerve is een Amerikaanse avant-rock-groep van gitarist Nick Didkovsky.
De groep is actief sinds begin jaren tachtig met energieke muziek die geen grenzen kent. Zij beweegt zich tussen heavy metal, hedendaagse muziek en geïmproviseerde muziek. De muziek is wel omschreven als 'avant-metal-mutant jazzrock'. Zij is gebaseerd op jazzrock met scherpe tempowisselingen en complexe ritmes. De harmonieën zijn dissonant en de melodieën vreemd. De muziek komt chaotisch over, maar elke noot wordt precies gespeeld zoals het bedoeld was. De muziek wordt gecomponeerd met behulp van algoritmische computerprogramma's. 
De groep wordt geïnspireerd en beïnvloed door artiesten, bands en componisten als Fred Frith, Frank Zappa, Iannis Xenakis, Igor Stravinsky, Motorhead en Larry Polansky.
Doctor Nerve ontstond begin jaren tachtig in the Creative Music Studio in Woodstock, New York, ooit opgericht door onder meer saxofonist Ornette Coleman. Hier ontmoette Nick Didkovsky Leo Ciesa (1981), Yves Duboin (1982) en Jim Mussen. Didkovsky begon een groep die aanvankelijk Defense Spending heette en later Crow. Het werd uiteindelijk Doctor Nerve. In 1982 werden de eerste opnames gemaakt, soms onder primitieve omstandigheden.
De band bestaat uit Nick Didkovsky, Greg Anderson (bas), Yves Duboin (sopraan-saxofoon), Kathleen Supové (keyboards), Michael Lytle (klarinet), Leo Ciesa (drums), Rob Henke (trompet) en Marx Wagnon (vibrafoon, samples). De groep wordt soms aangevuld met gastmuzikanten.  

## Discografie
- Out to Bomb Fresh
- Armed Observation
- Did Sprinting Die (live-show 1989)
- Beta 14 OK, Punos Music, 1991
- Skin, Cuneiform, 1995
- Ereia, Doctor Nerve & Sirius String Quartet, Cuneiform 2000
- Every Screaming Ear